# Epidendrum escobarianum
Epidendrum escobarianum är en orkidéart som beskrevs av Leslie Andrew Garay. Epidendrum escobarianum ingår i släktet Epidendrum och familjen orkidéer.
Artens utbredningsområde är Colombia. Inga underarter finns listade i Catalogue of Life.